# Eng Hian
Eng Hian, född 17 maj 1977, är en indonesisk idrottare som tog brons i badminton tillsammans med Flandy Limpele vid olympiska sommarspelen 2004 i Aten.